# Jardí del General

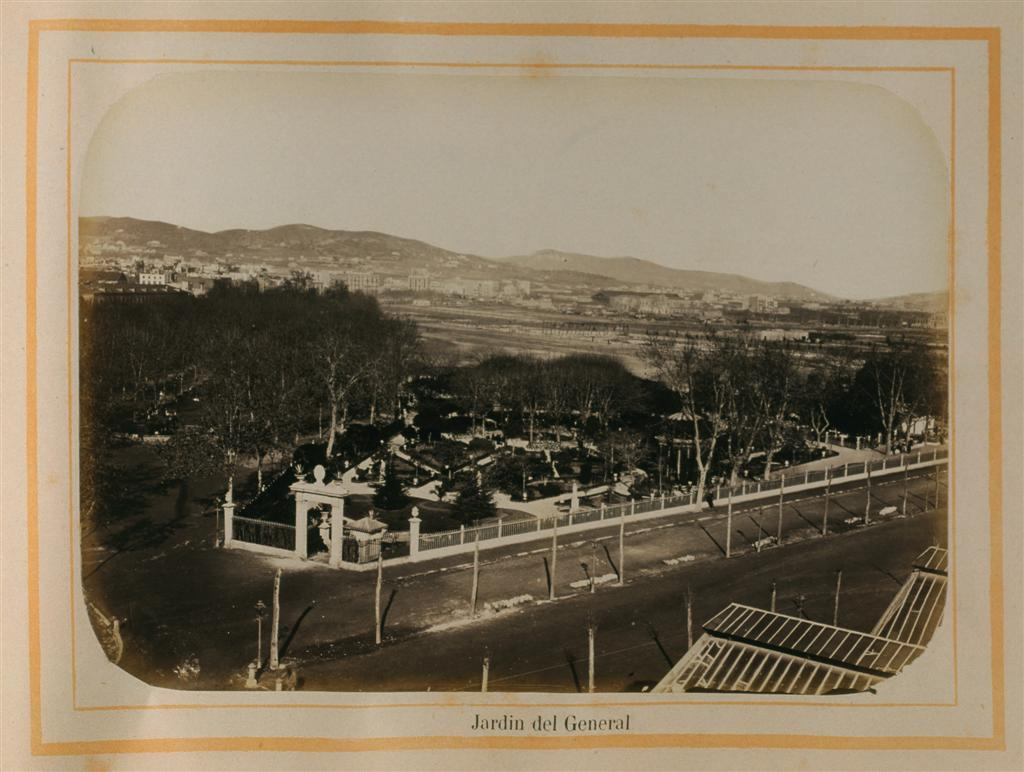
Jardí del General.

El Jardí del General fou un parc públic al barri de la Ribera de Barcelona creat el 1816. Va desaparèixer el 1862, substituït per la Urbanització del Born.

## Història i descripció
Va ser una iniciativa de Francisco Javier Castaños, capità general de Catalunya —d'aquí el nom. Era al costat de la fortalesa de la Ciutadella, a l'actual avinguda del Marquès de l'Argentera, davant d'on avui hi j-ha l'Estació de França. Tenia una superffície de 0,4 hectàrees, poc en consideració dels actuals parcs i jardins de Barcelona, però per a l'època fou una gran novetat, ja que els barcelonins, encotillats per les muralles medievals, no estaven molt acostumats a espais verds de caràcter públic. Les obres van començar el 1816, i el 1840 va ser ampliat amb motiu de la visita a Barcelona de la reina Isabel II, amb una extensió de 0,5 ha.
Els jardins tenien un traçat geomètric, d'estil clàssic, amb una sèrie de camins paral·lels i radials que conformaven un conjunt de parterres i quadres de flors de diverses espècies, vorejats de fileres d'arbres d'ombra i també de fruiters. A les cruïlles dels camins hi havia unes placetes amb llocs de descans. El perímetre del jardí era tancat amb un mur baix amb reixes de fusta de color verd i unes pilastres de fusta de color blanc coronades per boles a la part superior. La porta principal tenia dues reixes de ferro i dues altes pilastres de marbre amb arquitrau i cornisa d'estil clàssic, amb un medalló al centre amb l'escut de Barcelona i dos gerros als costats. Passada aquesta porta hi havia dos parterres amb dos grans gerros sobre pedestals, darrere dels quals hi havia tres petits brolladors de planta circular amb unes estàtues de marbre que representaven Ceres, la Medicina i la Fidelitat. A la part central del jardí hi havia una gran plaça rodejada per vuit pedrissos de marbre blanc amb setze pilars amb testos de roserars i xiprers retallats al fons. Enmig d'aquesta plaça hi havia un brollador circular amb barana de ferro que contenia una estàtua d'una sirena, feta de marbre. Més endavant hi havia una altra placeta vorejada de xiprers i tarongers retallats, que contenia una estàtua al·lusiva a la deessa Minerva.
En un racó del jardí hi havia una petita col·lecció zoològica instal·lada al voltant d'un estany i un terreny amb diverses gàbies, una de les quals, de gran mida, tenia forma de templet de planta el·líptica, amb una cúpula sostinguda per vuit columnes. Aquest templet era al costat de dues glorietes de roserars i quatre grans vasos de cristall posats damunt columnes que contenien peixos. Al recinte hi havia oques, paons, faisans, cignes, aus aquàtiques i peixos de diverses espècies. Al costat d'aquesta zona hi havia una glorieta semicircular amb un templet amb setze columnes i una volta còncava d'un quart d'esfera, obra de Damià Campeny.
El jardí va patir alguns desperfectes durant les revoltes populars de 1843 i 1844. Finalment, va desaparèixer el 1862, poc abans que es va cedir la Ciutadella militar a la ciutat i el començament de les obres del que seria el Parc de la Ciutadella. Tan sols se'n va conservar la Font de la Fertilitat, que es va instal·lar temporalment al Parc de la Ciutadella, així com uns busts dedicats a l'Aflicció, la Modèstia, la Senzillesa i la Solitud, que també van passar al Parc de la Ciutadella per acabar uns anys després als jardins del Palau Reial de Pedralbes.